# Yi Jian Mei
Yi Jian Mei è un singolo del cantante Fei Yu Ching, pubblicato il 4 aprile 1983 come estratto dall'album in studio The River Yangtze.
La canzone è stata registrata di nuovo nel 2010 e pubblicata il 30 aprile. Questa versione è diventata popolare su Youtube e su TikTok.

## Tracce
1. Yi Jian Mei – 3:55